# أوصرين

المنظر بين عقربا وأوصرين

أوصرين قرية فلسطينية في محافظة نابلس شمال الضفة الغربية. يبلغ عدد سكانها حوالي 2053 نسمة حسب التعداد العام للسكان عام 2017، وتبلغ مساحتها 2258 دونم. وهي من القرى المحتلة عام النكسة.

## التسمية
سميت قرية أوصرين بهذا الاسم نسبة إلى كثرة المعاصر الرومانية.

## الجغرافيا
تقع قرية أوصرين في وسط فلسطين، في الجزء الشمالي الشرقي من الضفة الغربية، إلى الجنوب الشرقي من مركز مدينة نابلس بحوالي 19كم. وتبلغ مساحتها قرابة 2053 دونم، ترتفع عن سطح البحر حوالي 700م، يحيط بها من الشرق بلدة عقربا، ومن الشمال والغرب بلدة بيتا، أما من الجنوب فيحدها بلدة قبلان.

## التاريخ
عُثر على قطع أثرية تعود إلى العصر الحديدي الثاني والعصر الصليبي والأيوبي والمملوكي.

### العهد العثماني
تم العثور على قطع أثرية من العصر العثماني في القرية. في عام 1596، ظهرت القرية في سجلات الضرائب العثمانية تحت اسم «أوصرين»، وكونها في منطقة جبل عيبال في لواء نابلس. كان عدد سكانها 10 أسر، وجميعهم مسلمون. دفعوا ضريبة ثابتة بنسبة 33.3% على المنتجات الزراعية، بما في ذلك القمح والشعير والمحاصيل الصيفية وأشجار الزيتون والماعز وخلايا النحل، بالإضافة إلى عائدات عرضية ومعصرة لزيت الزيتون أو شراب؛ ما مجموعه 2900 آقجة.
في عام 1838، تمت ملاحظة قرية أوسارين كقرية في منطقة البيتاوي، شرقي نابلس.
في عام 1870 أشار فيكتور جويرين إلى القرية الواقعة على تلة.

### الانتداب البريطاني
في تعداد فلسطين لعام 1922 ، الذي أجرته سلطات الانتداب البريطاني، كان عدد سكان أوصرين 87 مسلمًا، وارتفع في تعداد عام 1931 إلى 122 مسلمًا، في 34 منزلاً.
في تعداد عام 1945، كان عدد سكان أوصرين 200 مسلم، مع 2185 دونم من الأراضي، وفقًا لمسح رسمي للأراضي والسكان. من بينها 347 دونم كانت مزارع وأراضي مروية، 1098 دونم كانت لزراعة الحبوب، في حين أن 11 دونم كانت أراضي مبنية.

### الحكم الأردني
في أوائل خمسينيات القرن العشرين أتبعت دوما للحكم الأردني بين حربي 1948 و1967، وكان عدد سكانها آنذاك حوالي 293 نسمة عام 1961، وكانت تتبع إدارياً إلى قضاء نابلس.

### النكسة
سقطت أوصرين في يد الاحتلال بعد حرب النكسة.

### السلطة الفلسطينية
بعد تأسيس السلطة الفلسطينية، قسمت أراضي القرية إلى قسمين: الأول شكل حوالي 83% من مساحة القرية الكلية وعرف باسم المنطقة «ب»، بينما القسم الآخر والذي شكل 17% عرف باسم المنطقة «ج».

## المؤسسات والأماكن الدينية والأثرية
يوجد في القرية مسجدان ومدرستان ثانويتان للذكور والبنات، وفي القرية جمعية أوصرين الخيرية تأسست عام 1980م تشرف على روضة أطفال وعلى مركز لتدريب الخياطة وتشرف على عيادة طبية تقدم خدماتها للسكان، كما يوجد العديد من المناطق الأثرية وأهمها منطقة الخربة.

## السكان
دخلت فلسطين وفود كبيرة عبر العصور من تجار وغيرهم وذلك لموقعها الهام كنقطة وصل بين القارات، ومركز للحضارات والأديان. يبلغ عدد سكان دوما حاليا حوالي 2053 نسمة جميعهم من المسلمين وذلك حسب التعداد العام للسكان 2017 الذي أجراه الجهاز المركزي للإحصاء الفلسطيني.
| السنة      | (1922) | (1931) | (1945) | (1961) | (1967) | (1989) | (2007) | (2017) |
| ---------- | ------ | ------ | ------ | ------ | ------ | ------ | ------ | ------ |
| عدد السكان | 87     | 122    | 200    | 293    | 332    | 683    | 1588   | 2053   |

### عائلات القرية
ينتمي سكان القرية إلى عائلة واحدة هي عائلة عديلي، وتنقسم إلى عائلات صغيرة.

## الاقتصاد
العامل الاقتصادي الأكبر هو سوق العمل والذي يشكل حوالي 90% من الأيدي العاملة الأخرى، مثل قطاع الموظفين الذي يشكل 6%، قطاع الزراعة والذي يشكل 3% من الأيدي العاملة حيث تشكل نسبة الأراضي القابلة للزراعة حوالي 1500 دونم من مساحة القرية الإجمالي.

## الاستيطان الإسرائيلي
صُنفت نحو 83% من مساحة القرية الكلية باسم المنطقة «ب»، بينما صُنفت المساحة المُتبقية باسم المنطقة «ج». بعد اندلاع الانتفاضة الفلسطينية الثانية، أغلقت قوات الاحتلال الإسرائيلي مدخل القرية الرئيسي عدة سنوات. كما صادرت المزيد من أراضي القرية لصالح إنشاء طريق 505 الإسرائيلي.